# دیو و دلبر (فیلم ۱۹۷۸)
دیو و دلبر (چکی: Panna a netvor) یک فیلم ترسناک فانتزی به کارگردانی یورای هرتز است که سال ۱۹۷۸ اکران شد و بازآفرینی بدیعی از افسانهٔ دیو و دلبر است. از بازیگران آن می‌توان به یانا بریخووا اشاره کرد.